# 新烏克蘭卡 (海辛區)
48°6′28″N 29°20′53″E / 48.10778°N 29.34806°E
新烏克蘭卡（烏克蘭語：Новоукраїнка），是烏克蘭西南部文尼察州海辛區切切利尼克市镇内的村落。始建於1928年，面積5.1平方公里，2001年人口11，人口密度每平方公里2.16人。